# Revival (album, Robert Křesťan a Druhá tráva)
Revival (1992) je druhé album Roberta Křesťana a Druhé trávy. Je nazpívané anglicky a určeno i pro americký trh. Obsahuje 13 písniček, převážně coververzí písní amerických hudebníků nebo tradicionálů, a dvě instrumentální skladby: Rouse Up, Roberto Luboše Maliny a závěrečnou Big Mon Billa Monroea.
Dylanovu píseň One More Cup Of Coffee nazpíval Křesťan ve svém překladu o rok dříve na album Robert Křesťan a Druhá tráva, na tomto albu jsou s českým textem také pro Revival do angličtiny přeložené Come Back (Vrať se) a Spanish Sky (Španělský nebe).
Rouse Up, Roberto vydal Luboš Malina i na svém sólovém albu Zákusek (1998) a jeho dvojčeti Piece Of Cake (1999), které vyšlo v USA.
Album Revival vyšlo na CD i na MC, zde ale bez písně Give Mother My Crown.

## Písně
1. Doing My Time (Jimmy Skinner) 2:45
2. Hold Watcha Got (Jimmy Martin) 2:51
3. Rock Salt And Nails (tradicionál) 5:05
4. Can`t You Hear Me Calling (Bill Monroe) 2:49
5. Rouse Up, Roberto (Luboš Malina) 2:08
6. Spanish Sky (Robert Křesťan, Randy Bowley) 3:15
7. Wild Horses (Mick Jagger, Keith Richards) 4:44
8. Give Mother My Crown (tradicionál) 3:26
9. Crying Holy (tradicionál) 2:01
10. Head Over Heels (tradicionál) 2:45
11. Greensleeves (tradicionál) 4:40
12. One More Cup Of Coffee (Bob Dylan) 3:24
13. One More Night (Bob Dylan) 2:08
14. Come Back (Robert Křesťan) 4:47
15. Big Mon (Bill Monroe) 1:43

## Obsazení

### Druhá tráva
- Robert Křesťan – zpěv, doprovodná kytara (3)
- Luboš Malina – banjo "Průcha", zpěv (8, 12)
- Pavel Malina – kytara, zpěv
- Jiří Meisner – basová kytara, zpěv
- Luboš Novotný – dobro, dobro "Lebeda" (1, 10, 15)

### Hosté
- Pavlína Jíšová – zpěv (3, 7, 8)
- Šárka Benetková – zpěv (3, 7, 8)
- Antonín Hlaváč – zpěv (8)
- Pavel Zajíc – zpěv (8)
- Ivan Myslikovjan – saxofon